# Ichneumon melanoceras
Ichneumon melanoceras là một loài tò vò trong họ Ichneumonidae.